# Симболизам
Симболизам (фр. symbolisme) уметнички је покрет који је настао у Француској око 1880. и заживео на прелому 19. и 20. века. По својим главним особинама близак је романтизму, а желео се одвојити од натурализма и реализма, уношењем несвесног и духовног.
Симболизам је био међународни покрет који се проширио Европом, а уметници тог раздобља жељели су да оживе садржаје проистекле из песништва, митологије и психолошких истраживања. Водећу улогу одиграли су француски уметници у полемици о естетици. Симболизам идеје црпи из класичних и библијских митова, средњовековних легенди и Ла Фонтејнових басни; тај стил бави се егзотичним темама и истражује теме смрти. Слике садрже мноштво појединости и богате су бојама.

## Основе
Симболизам је реакција на импресионизам, натурализам и парнасизам. Симболизам је покрет који се надовезује на романтизам и његов циљ је био представљање ствари које се не могу рационално описати (расположење, емоције и сл.) односно требало је да наслика или опише непредстављиво и да допре у бит стварности – која ће се онда запазити са свих пет чула. Томе је требало да допринесе симбол који ће посредовати између стварности и „света душе“ и у назнакама открити тајну сакривену унутар ствари. Симбол није непосредно именовање ствари (проблема, става и сл.) већ само назнака – сугестија бити ствари.
Симболисти су се трудили да створе уметност усредсређивањем целог уметниковог бића са свих пет чула које је требало да се стопе у јединство. Веровали су да уметност треба да захвати већи број апсолутних истина до којих се може доћи само индиректним методама.
Симболисти су се делили на неколико група и њихово схватање симбола је било радикално различито. Основне представе били су симболи као:
- Шаптач који читаоцу сугерише неко расположење
- Једнозначни знак

## Покрет

### Манифест симболиста
Жан Мореас је објавио Симболистички манифест („Le Symbolisme“) у Ле Фигару 18. септембра 1886. (види 1886. у поезији). Манифест симболиста наводи Шарла Бодлера, Стефана Маларма и Пола Верлена као три водећа песника покрета. Мореас је најавио да је симболизам непријатељски расположен према „обичним значењима, декламацијама, лажној сентименталности и опису чињеница“, и да је уместо тога његов циљ „оденути идеал у видљиву форму“ чији „циљ није био у самом себи, већ чији једина сврха је била да се изрази идеал."
Ainsi, dans cet art, les tableaux de la nature, les actions des humains, tous les phénomènes concrets ne sauraient se manifester eux-mêmes; ce sont là des apparences sensibles destinées à représenter leurs affinités ésotériques avec des Idées primordiales.
(Тако, у овом уметничком покрету, представе природе, људских активности и свих догађаја из стварног живота не стоје сами за себе; они су прилично прикривени одрази чула који упућују на архетипска значења кроз своје езотеричне везе.)
Укратко, како Маларме пише у писму свом пријатељу Анрију Казалису, 'да опише не ствар већ ефекат који она производи'.
Маларме је 1891. године дефинисао симболизам на следећи начин: „Именовати предмет значи потиснути три четвртине ужитка песме, која се састоји у задовољству нагађања мало по мало; сугерисати је, то је сан. То је савршена употреба ове мистерије која чини симбол: евоцирати предмет, постепено да би се открило стање душе или, обрнуто, изабрати предмет и из њега идентификовати стање душе, низом операција дешифровања. .. У поезији увек мора постојати загонетка.“

### Технике
Песници симболисти желели су да ослободе технике версификације како би омогућили већи простор за „флуидност“, и као такви су саосећали са тенденцијом ка слободном стиху, што је очигледно у песмама Густава Кана и Езре Паунда. Симболистичке песме биле су покушаји да се евоцира, а не да се првенствено да описује; симболична слика је коришћена за означавање стања песникове душе. Т. С. Елиот је био под утицајем песника Жила Лафорга, Пола Валерија и Артура Рембоа који су користили технике симболистичке школе, иако је такође речено да је тај 'имажинизам' био стил коме су се и Паунд и Елиот приписали (види Поундов Des Imagistes). Синестезија је била цењено искуство; песници су настојали да идентификују и помешају одвојена чула мириса, звука и боје.
Ранији романтизам поезије користио је симболе, али су ти симболи били јединствени и привилеговани објекти. Симболисти су били екстремнији, улажући све ствари, чак и самогласнике и мирисе, у потенцијалну симболичку вредност. „Физички универзум је, дакле, врста језика који позива привилегованог посматрача да га дешифрује, иако то не доноси ни једну поруку већ супериорну мрежу асоцијација.“

### Пол Верлен иpoètes maudits
Од неколико покушаја да се дефинише суштина симболизма, можда ниједан није био утицајнији од објаве Пол Верленове серије есеја 1884. о Тристану Корбијеру, Артуру Рембоу, Стефану Малармеу, Марселин Дезбордес-Валмору, Жерару де Нервалу и „Повре Лелијану“ („Јадни Лелијан“, анаграм сопственог имена Пола Верлена), од којих је сваког Верлен сврстао међу poètes maudits, „проклете песнике“.
Верлен је тврдио да је сваки од ових до тада занемарених песника на свој индивидуални и веома различит начин пронашао генијалност као проклетство; изоловао их је од њихових савременика, и као резултат тога, ови песници уопште нису били забринути да избегну херметизам и идиосинкратичне стилове писања. Такође су приказани у сукобу са друштвом, да имају трагичне животе и да су често подвргнути самодеструктивним тенденцијама. Ове особине нису биле сметње већ последица њиховог књижевног дара. Верленов концепт poète maudit заузврат позајмљује од Бодлера, који је своју збирку Зло цвеће отворио песмом Бенедиксион, која описује песника чији унутрашњи спокој остаје ненарушен презиром људи који га окружују.
У овој концепцији генија и улоге песника, Верлен се посредно позивао на естетику Артура Шопенхауера, филозофа песимизма, који је сматрао да је сврха уметности да обезбеди привремено уточиште од света борбе воље.

### Филозофија
Шопенхауерова естетика је имала заједничке интересе са симболистичким програмом; они су тежили да уметност посматрају као контемплативно уточиште од света свађе и воље. Као резултат ове жеље за уметничким уточиштем, симболисти су користили карактеристичне теме мистицизма и оностраности, оштар осећај смртности и осећај злобне моћи сексуалности, коју је Алберт Самајн назвао „плодом смрти на дрвету живота.“ Малармеова песма Прозори јасно изражава све ове теме.

## Сликарство
У сликарству се овај правац није могао сасвим да развије јер су његове идеје биле сличне популарнијој сецесији: „Сликарство је реакција на натурализам импресионизма и понекад и академизам“. Одилон Редон каже мислећи на импресионисте: „Било им је апсолутно недоступно све што превазилази, осветљава или повећава предмет и издиже дух у област мистерије, у немире неодлучног и у његово дивно неспокојство“. Редон који је у свом делу дао место спиритуалном постао је драг и уметницима групе Набис, на које су утицали Сезан, Дега, Гоген и други. Године 1891. и 1892. критичар Албер Орије дефинише симболистичко сликарство које је за њега „идејно, синтетичко, субјективно и декоративно“.

### Сликари представници симболизма
Међу сликарима који су припадали овом правцу има великих разлика и једино што им је заједничко јесте отпор према натурализму импресиониста и наравно отпор према званичном сликарству. Могу се навести:
- Одилон Редон
- Пол Гоген
- Густав Климт
- група Набис
- Огист Роден.

## Књижевност
У литератури су се користили митови, бајке и приче. Симбол је требало да помогне читаоцу да погоди тајну која се налази унутар ствари. Симболизам је развио песништво и ставио је велики нагласак на музикалност. Ови елементи су често водили у неразумљивост и несхватљивост њихових назнака. Значајан елемент у поезији је био слободни стих који је вероватно употребљаван као први.

### Књижевници представници симболизма
- Стефан Маларме
- Пол Верлен
- Артур Рембо
- Александар Александрович Блок
- Хенрик Ибзен
- Шарл Бодлер

## Музика
У музици је симболизам имао исти утицај. Многи симболистички књижевници су били обожаваоци Рихарда Вагнера а симболистичка естетика је имала велики утицај на стваралаштво Клода Дебисија.

## Филм
Много старих филмова је било под утицајем симболизма од кога су његови творци преузели визуелне метафоре. Немачки експресионистички филмови су били под великим утицајем симболизма.
У Америчкој кинематографији је под утицајем симболизма неми филм Давида Грифилда а у данском хорору се такође огледа утицај симболизма код режисера Карла Драјера.